# Анагирис вонючий
Анагирис вонючий (Anagyris foetida) — вид цветущих растений семейства Бобовые (Fabaceae). Видовой эпитет происходит от лат. foetida — «вонючий». Считается реликтовым видом субтропической флоры кайнозойской эры.

## Ботаническое описание

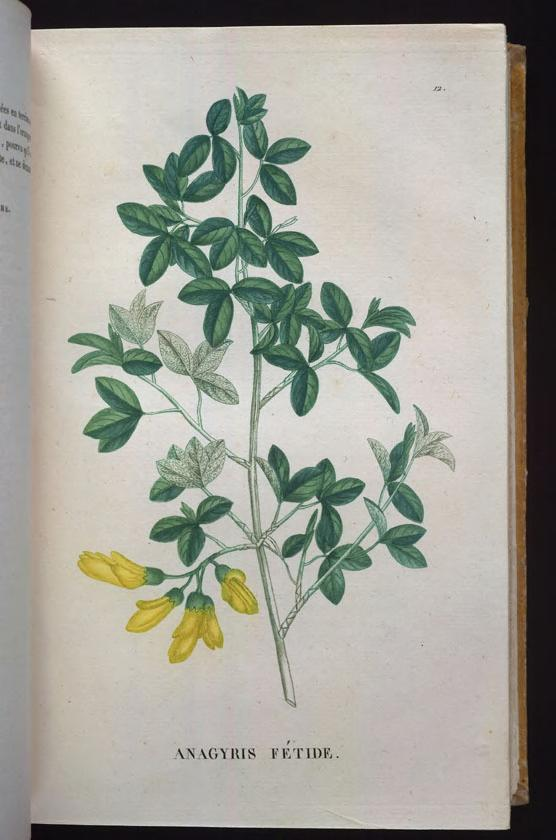
Traite_des_arbrisseaux_et_des_arbustes_cultives_en_France_et_en_pleine_terre_(Illustration_12)_BHL284833

Кустарник высотой до 1—2 м, в исключительных случаях до 4 м. Тройчатые листья имеют запах, который может быть неприятным, но не вонючим. Листовые фрагменты ланцетно-эллиптические, 6—40(70) x 3—20(30) мм. Сбрасывает листья в начале сухого сезона и вновь появление листьев происходит после первых осенних дождей. Такое явление является адаптацией к сухому средиземноморскому лету. Цветки зеленовато-жёлтые. Плоды — маленькие, сначала зелёные, после поспевания — светло-коричневые бобы 10—20 см длиной. Семена 7,5—10 х 10—15 мм, сжатые, сиреневые, иногда с жёлтыми пятнами. 2n = 18. Цветёт зимой и ранней весной (февраль-март). Это единственное в Европе растение, которое опыляется птицами (черноголовая славка, средиземноморская славка, пеночка-теньковка), чему есть документальное подтверждение.

## Распространение
Населяет суглинистые известковые почвы. Растёт по обочинам дорог, в прибрежье, на деградированных или каменных землях; 0-1000 м.
Страны распространения:
- Северная Африка: Алжир; [сев.] Ливия [сб.]; Марокко; Тунис.
- Азия: Саудовская Аравия; Йемен; Кипр; Иран [зап.-ц.]; Ирак [сб.]; Израиль; Иордания [зап.]; Ливан; Сирия [зап.]; Турция; Египет — Синай.
- Южная Европа: Албания; Хорватия; Греция [вкл. Крит]; Италия [вкл. Сардиния, Сицилия]; Франция [вкл. Корсика]; Португалия; Испания.

## Применение
Это растение (особенно семена) содержит алкалоиды анагирин и цитизин с рвотными свойствами, а в достаточно больших дозах вызывает смерть. Используется в народной медицине как рвотное и анти-астматическое средство. Семена как слабительное и рвотное средство. В средневековье это растение использовали для отравления кончиков стрел из луков или арбалетов.